# Malkata
Malkata (o Malqata) es un lugar de gran interés arqueológico situado en la ribera occidental del río Nilo, frente a Tebas, en Egipto, al sur de Medinet Habu, en el desierto. Es célebre por encontrarse los restos del palacio del rey Amenhotep III (Amenofis III). Al sur del palacio hay un templo dedicado a Isis que fue construido en el período romano; el nombre moderno de este templo es Deir al-Shalwi.

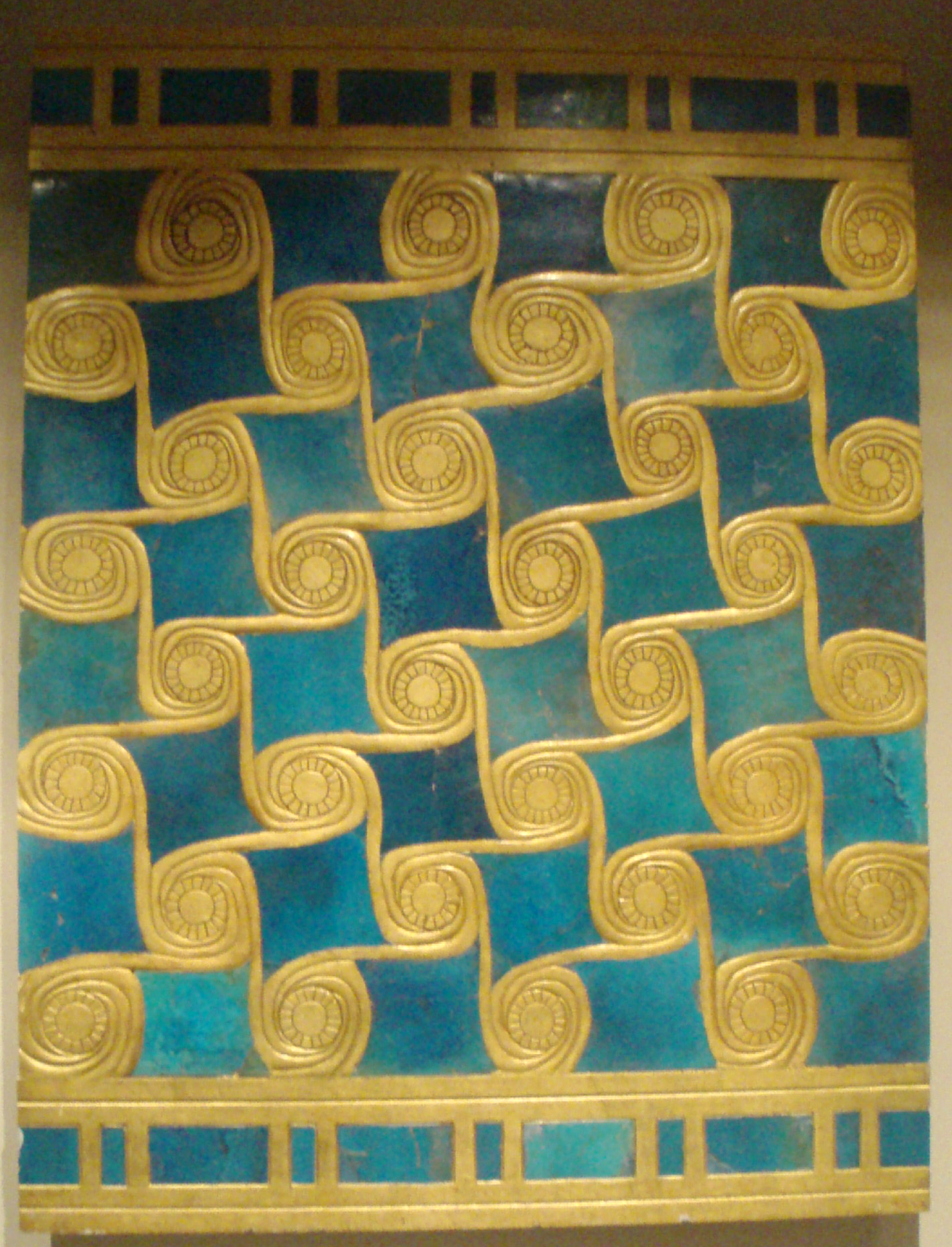
Decoración en fayenza procedente del palacio de Amenhotep III en Malkata.

## El palacio de Amenhotep III
El palacio era conocido originalmente como "el palacio del deslumbramiento de Atón", y fue construido con adobes; este palacio fue la residencia de Amenhotep en la última época de su reinado. Fue comenzado alrededor del año 11.ero de su gobierno y las obras continuaron hasta que el faraón hizo del mismo su morada permanente desde el año 29.no. Una vez terminado fue la residencia real más grande de Egipto.
Al este del palacio fue excavado un gran lago ceremonial. La zona del palacio estaba comunicada con el Nilo a través de un sistema de canales que terminan en un gran muelle, ahora llamado Birket Habu.

## Excavaciones arqueológicas

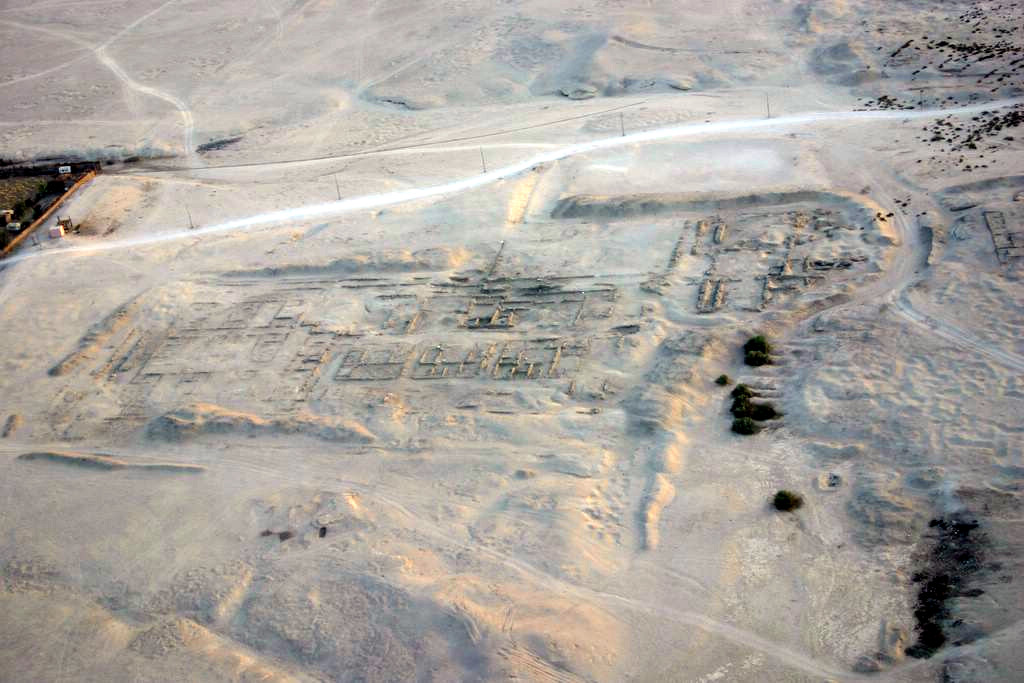
Vista aérea de los restos del palacio de Malkata.

En el lugar hay restos de varias estructuras, que fueron construidas con ladrillos de adobe, de varios palacios, un templo dedicado a Amón, un pasaje del festival, casas de la élite, de los parientes de la familia real, viviendas para los asistentes, y un altar llamado Kom al-Samak. Se descubrió también un asentamiento y un cementerio romanos, de la época de Trajano y Adriano.
Las ruinas del palacio se redescubrieron en 1888 por Daressy, exploración que continuó el Metropolitan Museum of Art entre 1910 y 1920. En los años 1970 fue excavado por el University Museum of Pennsylvania. Posteriormente ha sido investigado por la misión arqueológica de la universidad de Waseda desde 1985.